# Abraxas (insecto)

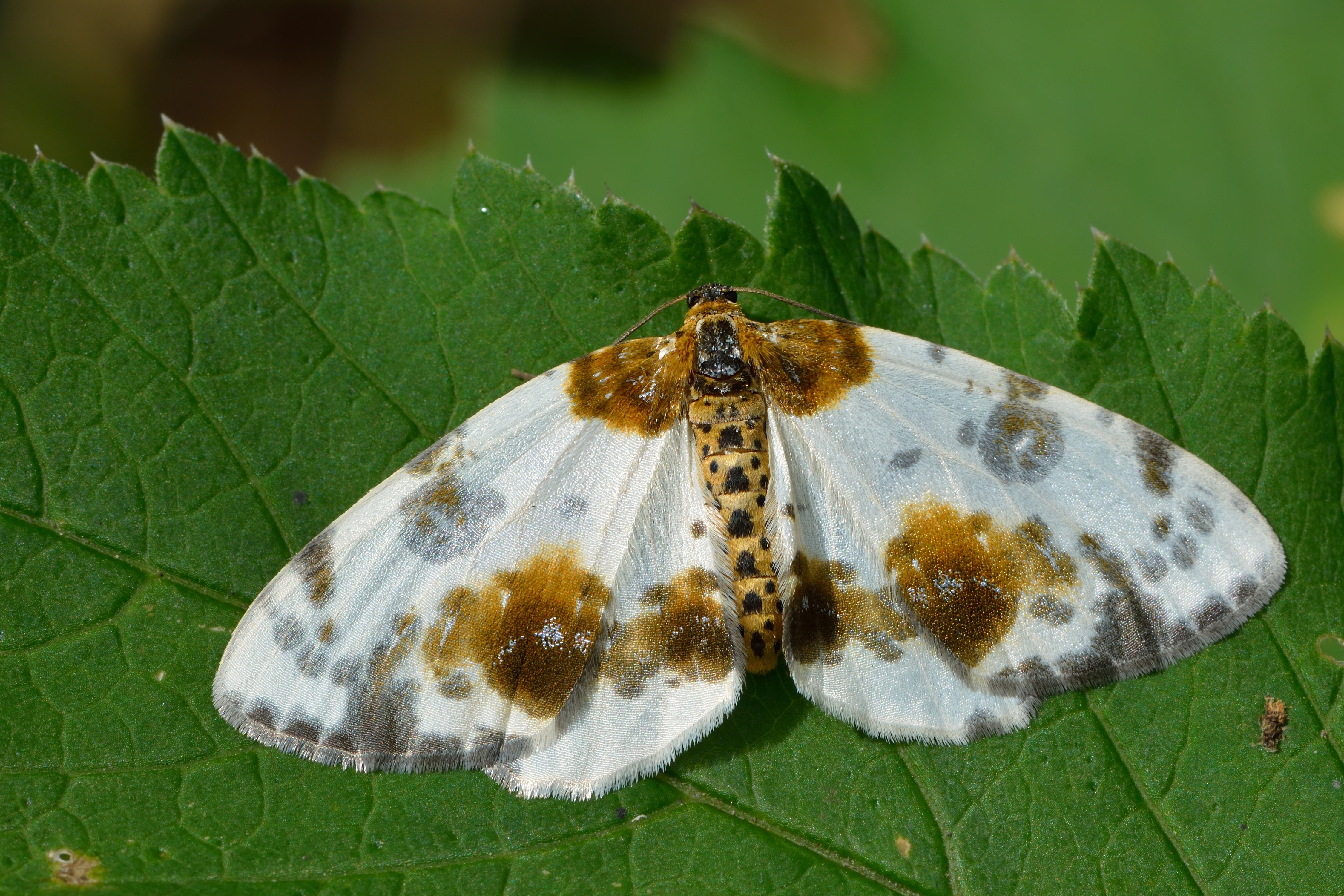
Abraxas sylvata.

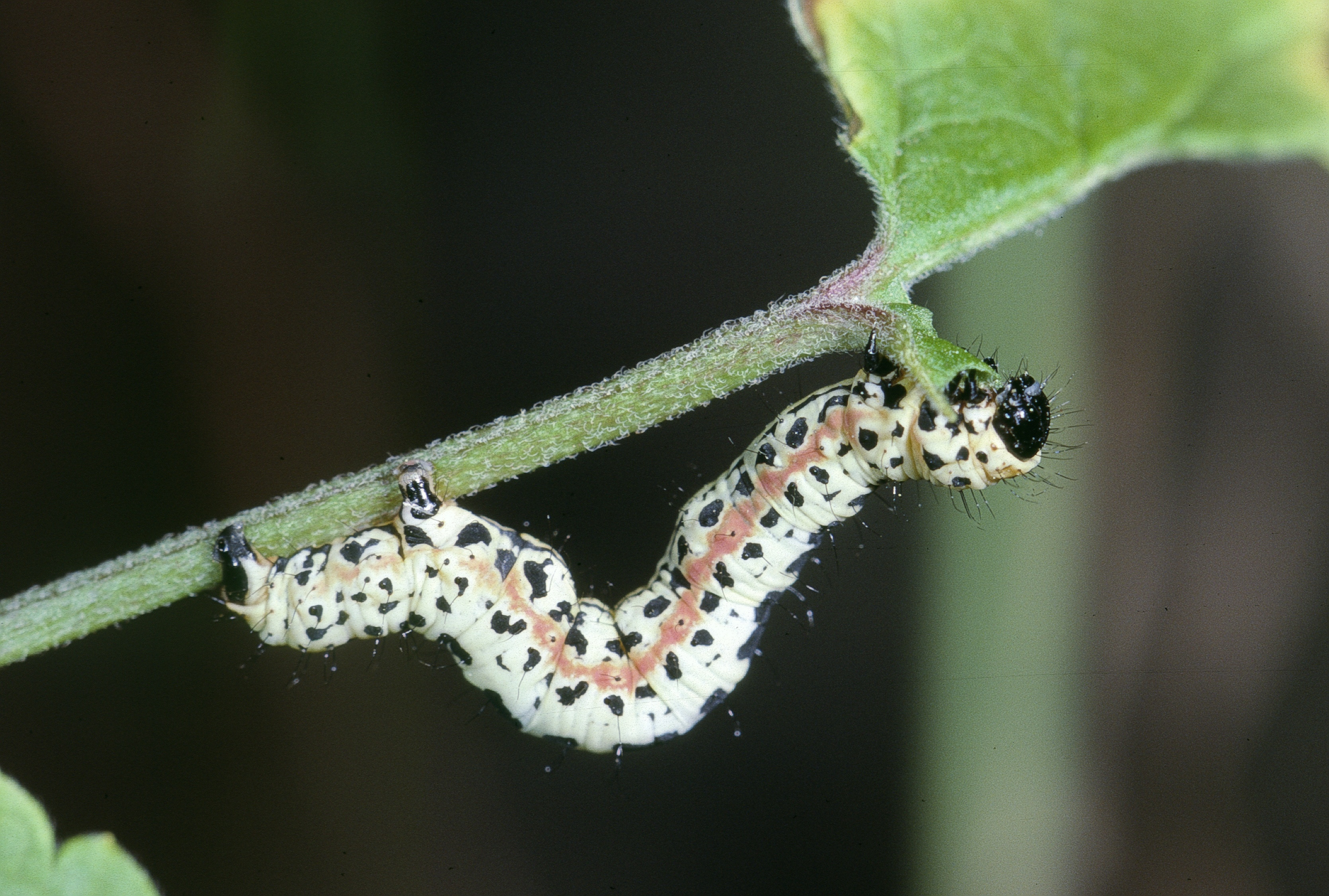
Abraxas grossulariata, larva

Abraxas es un género de lepidópteros geométridos de la subfamilia Ennominae.

## Especies
- Abraxas abrasata (Warren, 1898)
- Abraxas adelphica Wehrli, 1932
- Abraxas adilluminata Inoue, 1984
- Abraxas adusta Hampson, 1891
- Abraxas aequimargo Semper, 1901
- Abraxas aesiopsis Inoue, 1970
- Abraxas albiplaga (Warren, 1894)
- Abraxas albiquadrata (Warren, 1897)
- Abraxas alpestris Warren, 1893
- Abraxas amicula Wehrli, 1935
- Abraxas antinebulosa Inoue, 1984
- Abraxas aphorista
- Abraxas asemographa
- Abraxas ateles
- Abraxas auchmodes
- Abraxas baccata
- Abraxas breueri Stüning & Hausmann, 2002
- Abraxas calypta
- Abraxas capitata Warren, 1894
- Abraxas celidota Wehrli, 1931
- Abraxas circinata
- Abraxas comminuta
- Abraxas confluentaria
- Abraxas conialeuca
- Abraxas consputa Bastelberger, 1909
- Abraxas copha
- Abraxas cosmia
- Abraxas culpini
- Abraxas cupreilluminata Inoue, 1984
- Abraxas curvilinearia
- Abraxas cyclobalia
- Abraxas degener Warren, 1894
- Abraxas diastema Prout, 1926
- Abraxas dichostata
- Abraxas discoparallela
- Abraxas disrupta Warren, 1894
- Abraxas ditritaria Walker, 1862
- Abraxas elaioides Wehrli, 1931
- Abraxas epipercna
- Abraxas etridoides Hampson, 1895
- Abraxas expectata Warren, 1902
- Abraxas extralineata
- Abraxas faceta
- Abraxas fasciaria Guerin-Meneville, 1843
- Abraxas flavimacula (Warren, 1896)
- Abraxas flavisinuata Warren, 1894
- Abraxas flavobasalis
- Abraxas fletcheri Inoue, 1984
- Abraxas formosilluminata Inoue, 1984
- Abraxas fulvobasalis Warren, 1894
- Abraxas fuscescens Butler, 1886
- Abraxas gephyra West, 1929
- Abraxas germana Swinhoe, 1891
- Abraxas grisearia Leech, 1897
- Abraxas grossulariata (Linnaeus, 1758)
- Abraxas gunsana Inoue, 1970
- Abraxas harutai Inoue, 1970
- Abraxas hemerophiloides Wehrli, 1931
- Abraxas honei Wehrli, 1925
- Abraxas illuminata Warren, 1894
- Abraxas incolorata Warren, 1894
- Abraxas intermedia Warren, 1888
- Abraxas interpunctata Warren, 1905
- Abraxas intervacuata (Warren, 1896)
- Abraxas invasata Warren, 1897
- Abraxas irrorata Moore, 1867
- Abraxas irrula Hampson, 1891
- Abraxas ischnophragma
- Abraxas joyceyi
- Abraxas kanoi Inoue, 1970
- Abraxas kanshireiensis
- Abraxas kansuensis
- Abraxas karafutonis Matsumura, 1925
- Abraxas labraria Guenée, 1857
- Abraxas latifasciata Warren, 1894
- Abraxas latizonata Hampson, 1907
- Abraxas leopardina (Kollar, 1844)
- Abraxas lepida
- Abraxas leucaphrodes
- Abraxas leucoloepa
- Abraxas leucostola Hampson, [1893]
- Abraxas lugubris
- Abraxas luteolaria Swinhoe, 1890
- Abraxas macroplaca
- Abraxas macularia
- Abraxas maculicincta
- Abraxas major
- Abraxas martaria Guenée, 1857
- Abraxas membranacea Warren, 1894
- Abraxas metabasis
- Abraxas metamorpha Warren, 1893
- Abraxas miranda Butler, 1878
- Abraxas moniliata
- Abraxas montivolans
- Abraxas monychata
- Abraxas nebularia
- Abraxas neomartaria Inoue, 1970
- Abraxas nepalensis Inoue, 1970
- Abraxas nepalilluminata
- Abraxas nephodes
- Abraxas nigrivena Warren, 1893
- Abraxas niphonibia Wehrli, 1935
- Abraxas notata Warren, 1894
- Abraxas omissa
- Abraxas ostrina Swinhoe, 1890
- Abraxas pantaria (Linnaeus, 1767)
- Abraxas parvimiranda Inoue, 1984
- Abraxas parvipunctata
- Abraxas paucinotata Warren, 1894
- Abraxas pauxilla
- Abraxas perchaotica
- Abraxas permaculosa
- Abraxas permutans
- Abraxas persimplex Inoue, 1984
- Abraxas persuspecta
- Abraxas picaria Moore, [1868]
- Abraxas placata Inoue, 1984
- Abraxas pleniguttata
- Abraxas plumbeata
- Abraxas poliaria
- Abraxas poliostrota
- Abraxas polysticta
- Abraxas praepiperata
- Abraxas privata Bastelberger, 1905
- Abraxas proicteriodes
- Abraxas propior
- Abraxas propsara
- Abraxas prosthetocneca
- Abraxas punctaria
- Abraxas punctifera (Walker, [1865])
- Abraxas punctisignaria
- Abraxas pusilla Butler, 1880
- Abraxas quadrimorpha
- Abraxas reticularia
- Abraxas rhusiocirra
- Abraxas satoi Inoue, 1972
- Abraxas semilivens
- Abraxas semiusta
- Abraxas sesquilineata
- Abraxas shensica
- Abraxas shigernaei
- Abraxas sinicaria
- Abraxas sinilluminata
- Abraxas sinimartaria
- Abraxas sinopicaria Wehrli, 1934
- Abraxas sordida
- Abraxas sporocrossa Turner, 1922
- Abraxas stictotaenia Wehrli, 1932
- Abraxas stresemanni Rothschild, 1915
- Abraxas subflava
- Abraxas subhyalinata Röber, 1891
- Abraxas submartiaria Wehrli, 1932
- Abraxas suffusa Warren, 1894
- Abraxas superpicaria
- Abraxas suspecta (Warren, 1894)
- Abraxas sylvata (Scopoli, 1763)
- Abraxas symmetrica Warren, 1894
- Abraxas syngenica
- Abraxas taiwanensis Inoue, 1984
- Abraxas tenellula Inoue, 1984
- Abraxas tenuisuffusa Inoue, 1984
- Abraxas todara
- Abraxas tortuosaria
- Abraxas trigonomorpha
- Abraxas triseriaria Herrich-Schäffer, [1855]
- Abraxas triseriata
- Abraxas unisinuata
- Abraxas virginalis
- Abraxas wegneri
- Abraxas wehrlii
- Abraxas wilemani